# Borowiec (gmina Żukowo)
Borowiec (dodatkowa nazwa w j. kaszub. Bòrówc) – osada kaszubska w Polsce położona w województwie pomorskim, w powiecie kartuskim, w gminie Żukowo. Osada wchodzi w skład sołectwa Banino.
W latach 1975–1998 miejscowość administracyjnie należała do województwa gdańskiego.